# 伍德伯里縣
伍德伯里縣（英語：Woodbury County）是美国艾奧瓦州西部的一個縣，西傍密苏里河，面積2,272平方公里。根據2020年美國人口普查，共有人口10萬5,941人。縣治蘇城。該縣成立於1851年1月15日，原名「Wahkaw County」，1853年改為現名，以紀念新罕布什尔州州長、聯邦參議員、最高法院大法官利瓦伊·伍德伯里（1789－1851年）。